# Axonopus corymbosus
Axonopus corymbosus là một loài thực vật có hoa trong họ Hòa thảo. Loài này được (Roxb.) Schult. mô tả khoa học đầu tiên năm 1824.